# Liste der Monuments historiques in Valhey
Die Liste der Monuments historiques in Valhey führt die Monuments historiques in der französischen Gemeinde Valhey auf.

## Liste der Objekte
| Bezeichnung      | Beschreibung | Standort                           | Kennzeichnung | Schutzstatus | Datum | Bild |
| ---------------- | --- | ---------------------------------- | ------------- | ------------ | ----- | ---- |
| Reliquienschrein | Messing, vergoldet, 19. Jahrhundert                                                                                                | in der Kirche Ste-Madeleine (Lage) | PM54001932    | Inscrit      | 2009  |      |
| Hauptaltar       | Altartisch, Tabernakel und Expositionsnische; Eichenholz, ehemals farbig gefasst und vergoldet, um 1720, Jean Bailly zugeschrieben | in der Kirche Ste-Madeleine (Lage) | PM54000930    | Classé       | 1983  |      |